# Agnes de Boemia
Agnes de Boemia, cunoscută și ca Agnes Přemyslovna (în cehă Anežka Přemyslovna; n.c. 20 ianuarie 1211, Praga – d. 6 martie 1282, Praga), aparținând dinastiei Přemyslid a fost prințesă a Boemiei, fiica cea mai mică a regelui Ottokar I Přemysl și a soției sale Constanța a Ungariei. Din 1989 este venerată ca sfântă de romano-catolici. Din 1235 până în 1237 a fost stareță a Mănăstirii Agnes din Praga.

## Biografie

### Tinerețea
Fiind fiica regelui Ottokar I al Boemiei Agnes era descendentă a Sfintei Ludmila și a Sfântului Venceslau, sfinții patroni ai Boemiei. Mama ei, Constanța a Ungariei, era sora regelui Andrei al II-lea al Ungariei așa încât Agnes era verișoara Sfintei Elisabeta a Ungariei.
Agnes a crescut de la vârsta de trei ani în mănăstirea cisterciană Trebnitz din ducatul Sileziei, unde s-a aflat în grija mătușii ei, Hedviga de Silezia (canonizată ulterior), soția ducelui Henric I cel Bărbos.

### Căsătoria
La vârsta de opt ani Agnes a fost logodită cu Henric al II-lea, fiul împăratului Frederic al II-lea. Henric în vârstă de zece ani fusese recent încoronat rege romano-german. Conform obiceiului, Agnes urma să-și fie educată la curtea viitorului ei soț. Împăratul Frederic fiind regele Siciliei (din dinastia Staufer) își avea reședința la Palermo, iar fiul său Henric, rezida în Sfântul Imperiu Roman la palatul arhiepiscopului de Köln, Engelbert. Pentru a primi educația viitorului ei rol de regină, Agnes a fost trimisă la curtea ducelui Leopold al VI-lea de Babenberg. Acesta dorea însă ca Henric să se căsătorească cu fiica sa, Margareta.
După ce Henric și Agnes au fost logodiți timp de șase ani, contractul lor de logodnă a fost anulat, iar în 1225 Margareta de Babenberg a devenit soția tânărului rege Henric al II-lea. În 1226, ca urmare a anulării logodnei fiicei sale Ottokar I a intrat în conflict cu familia Babenberg. Ulterior Ottokar a plănuit ca Agnes să se căsătorească cu Henric al III-lea al Angliei, dar această idee a fost respinsă de împăratul văduv Frederic al II-lea care dorea să se căsătorească el însuși cu Agnes.

### Viața în mănăstire

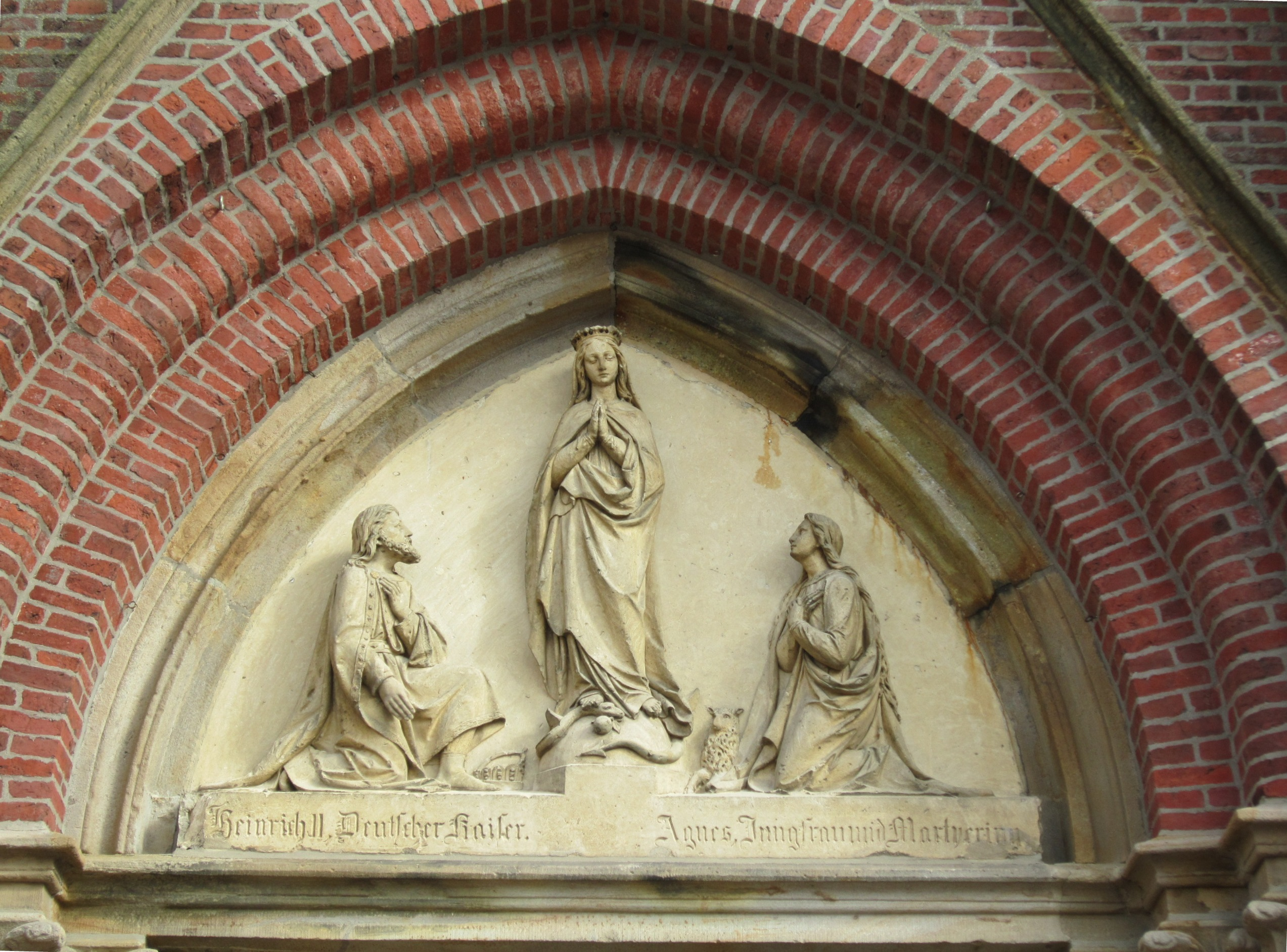
„Dezlegarea fecioarei și martirei Agnes” (portalul bisericii Marienkirche din Quakenbrück)

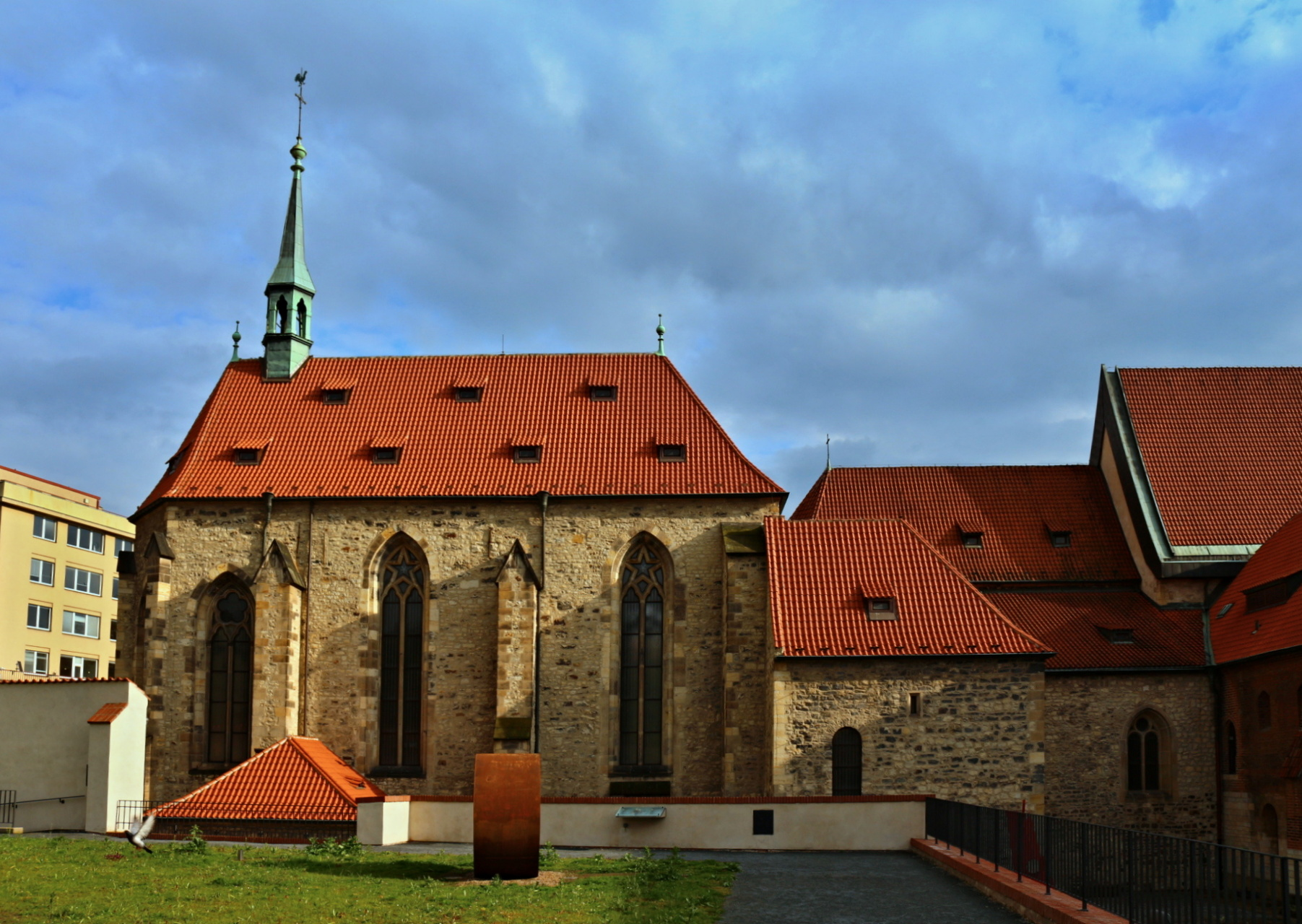
Mănăstirea Agnes din Praga

În ciuda tuturor planurilor de căsătorie, care urmăreau scopuri politice, nu există nicio îndoială cu privire la sentimentele religioase profunde ale tinerei Agnes. Ea a ales un mod spiritual de viață, împotrivindu-se astfel altor viitoare planuri de căsătorie. După exemplul verișoarei sale Elisabeta de Turingia și al Clarei, însoțitoarea lui Francisc din Assisi, cu care purtase corespondență, Agnes a decis să-și dedice viața bisericii urmând o viață religioasă. Ea a întemeiat mai multe instituții de cult, devenind astfel una dintre cele mai importante femei în istoria Ordinului Clariselor, o personalitate marcantă a istoriei Boemiei și chiar a istoriei europene din secolului al XIII-lea.
La scurt timp după ce fratele ei Venceslau I a devenit regele Boemiei și după ce verișoara sa Elisabeta de Turingia a murit în 1231, Agnes a fondat în Praga (probabil în 1232), cu sprijinul familiei ei, un spital pentru săraci și, legată structural de el, o mănăstire pentru pustnici. În 1233 sau 1234 Agnes s-a călugărit într-o ceremonie solemnă în prezența a numeroși prinți din Europa centrală. Imediat după aceea ea a fost învestită stareță de călugărul franciscan Giovanni da Pian del Carpine. Adoptarea unui mod de viață în sărăcie absolută, colectivă și individuală, s-a lovit de planurile papei Grigore al IX-lea care era preocupat de partea economică a mănăstirii și a spitalului și care nu era de acord cu ideile religioase care propovăduiau sărăcia. Noile reguli de viață propuse de Agnes, bazate pe modul de viață al Clarei din Assisi, nu au primit aprobarea papei Grigore, dar acesta i-a oferit privilegiul de a nu fi obligată să accepte posesiuni. Agnes a acceptat în cele din urmă dizolvarea asociației celor două instituții dedicate sfântului din Assisi și probabil a renunțat la funcția de stareță în 1238. Ulterior ea a avut probabil o influență mare în îndrumarea călugărițelor care aparțineau ordinului clariselor sărace.
Urmând exemplul ei Anna de Boemia, sora stareței Agnes, a fondat o comunitate spitalicească asemănătoare în orașul rezidențial al Casei Piaștilor din Silezia și a întemeiat o mănăstire pentru călugărițele franciscane.

## Urmări

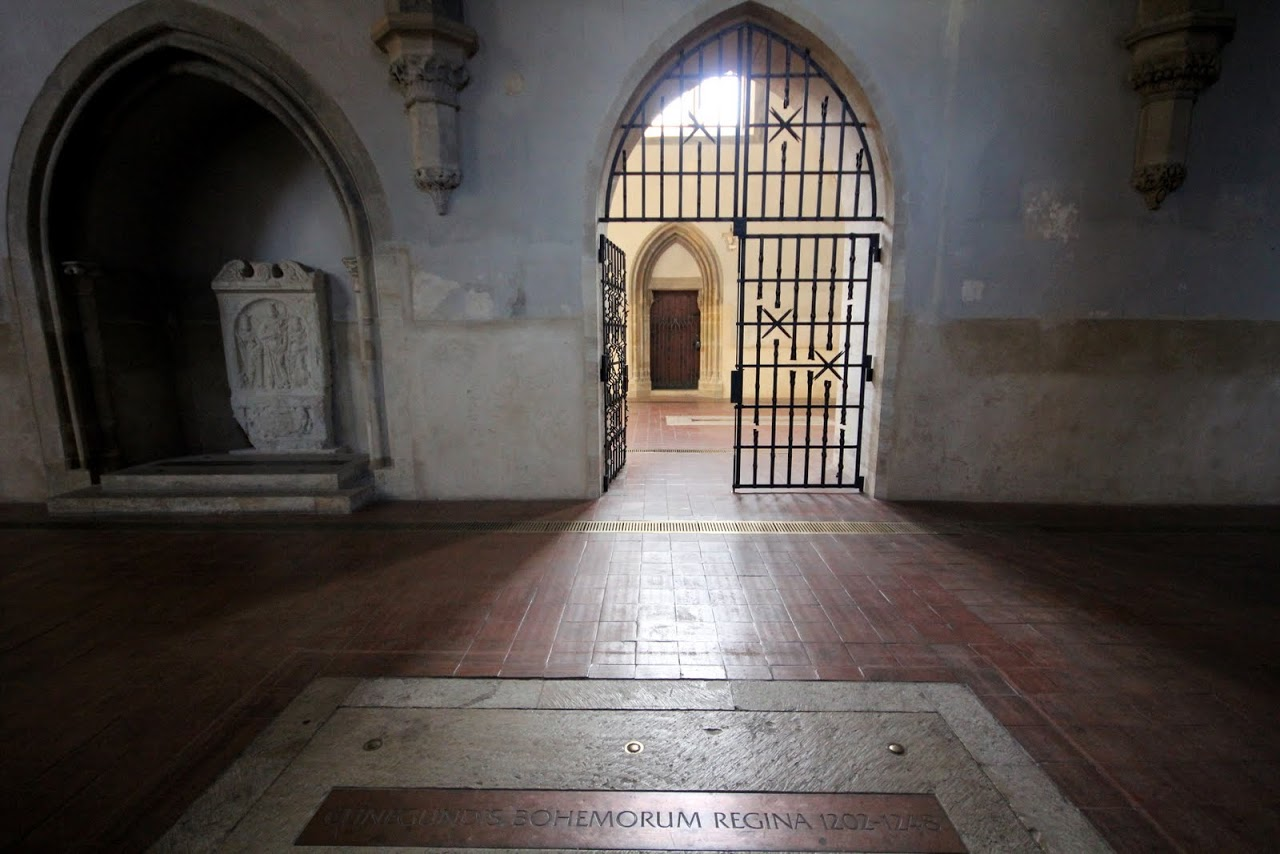
Mormântul Sfintei Agnes în Mănăstirea Agnes

În ciuda izolării impuse de viața monahală, influența ei în politica națională a rămas considerabilă, ceea ce nu poate fi atribuit doar priceperii ei privind dezvoltarea comunității spitalicești. Agnes s-a implicat, de asemenea, în conflictele și deciziile familiei ei. De exemplu ea a mediat un compromis între fratele ei, regele Venceslau I, și fiul rebel al acestuia, Ottokar al II-lea. Mănăstirea, locul celei de-a doua încoronări a lui Venceslau, a fost una dintre fortărețele familiei Přemyslid în timpul amenințării stăpânirii străine. Capela Mântuitorului, construită în stil gotic, adăugată mănăstirii în anii 1260 de nepotul ei, Ottokar al II-lea, a marcat arhitectura viitoare a Boemiei. Complexul mănăstiresc Zu Sankt Franziskus (închinat Sfântului Francisc) a căpătat un rang aproape asemănător cu cel al Catedralei Sf. Vitus din Praga, devenind locul de înmormântare al femeilor din familia Přemyslid, unde sunt păstrate multe relicve importante și unde au fost create manuscrise magnifice.
Curând după moartea ei la 12 martie 1282, Agnes a fost venerată ca sfântă, dar războiul civil care a urmat după înfrângerea lui Ottokar al II-lea în Bătălia de pe Marchfeld în 1278, stăpânirea străină care a prevalat în perioada în care succesorul Venceslau al II-lea era minor, foametea și epidemiile din anii 1280 au împiedicat canonizarea prințesei. Încercarea făcută în 1328 de ultima regină din familia Přemyslid, Elisabeta de Boemia, precum și o inițiativă similară din jurul anului 1339 și solicitarea făcută Romei de Carol al IV-lea la mijlocul anilor 1350, au rămas fără succes. 

## Beatificarea și sfințirea

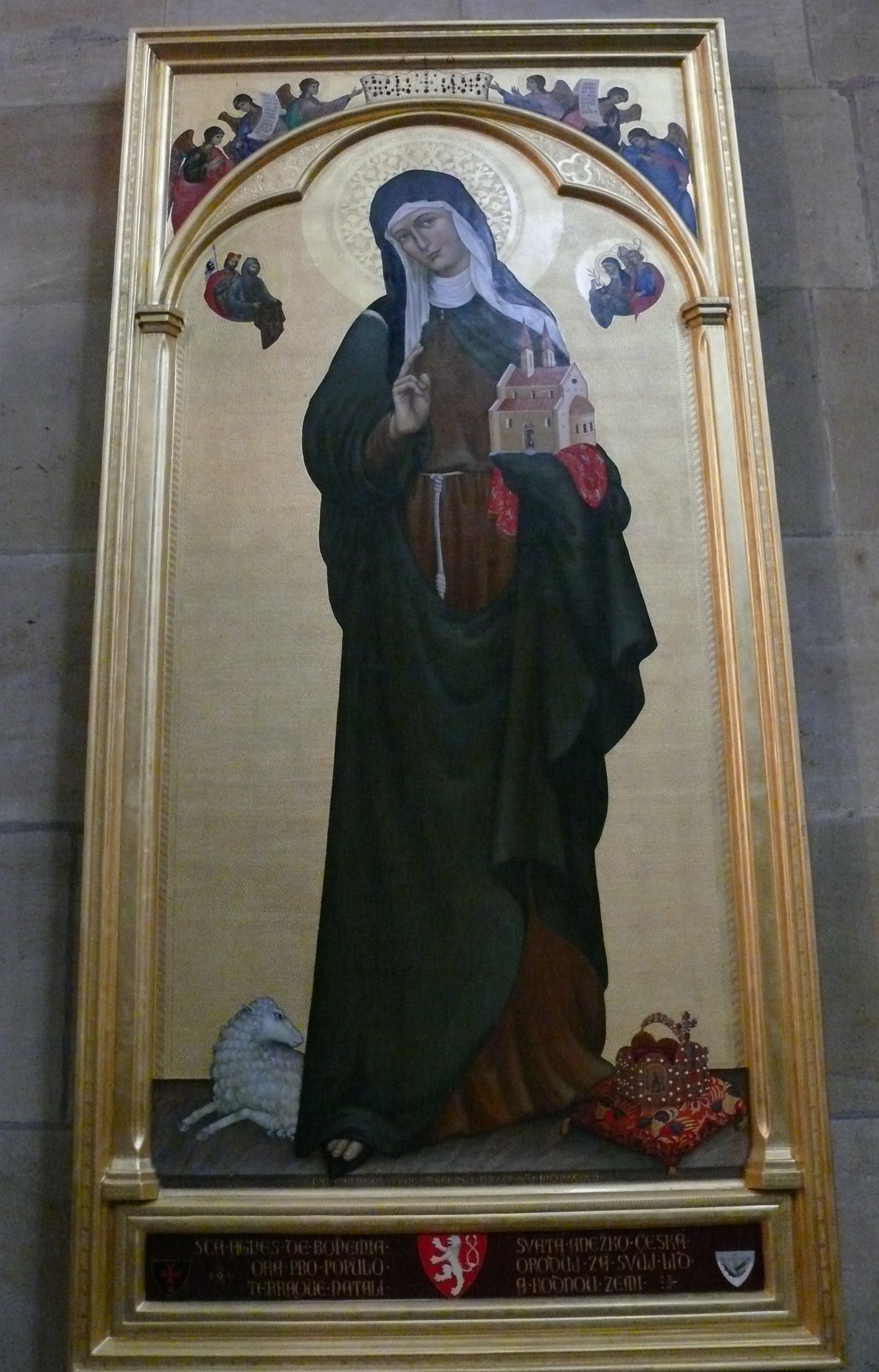
Icoana Sf. Agnes (Catedrala Sfântul Vitus, Praga)

Reforma husiților, care a dus la abandonarea mănăstirii, a zădărnicit multă vreme orice efort făcut pentru canonizarea prințesei Agnes. Memoria ei a supraviețuit până în perioada barocă atunci când iezuiții s-au preocupat din nou de memoria ei. Preotul și istoricul Jan František Beckovský i-a scris biografia în 1758.
Agnes a fost beatificată abia în 1874 după ce zeci de ani se făcuseră mari eforturi pentru a aduna date și informații despre Agnes și pentru a găsi rămășițele ei dispărute după războaiele husite. Deși căutarea osemintelor a rămas fără succes până în prezent, papa Ioan Paul al II-lea a acceptat canonizarea prințesei Agnes pe 12 noiembrie 1989, cu câteva zile înainte de izbucnirea Revoluției de Catifea, într-o ceremonie solemnă și în prezența a mii de pelerini cehi și slovaci, prin decretul Salus Deo Nostro din registrul sfinților Bisericii Romano-Catolice.

## Note

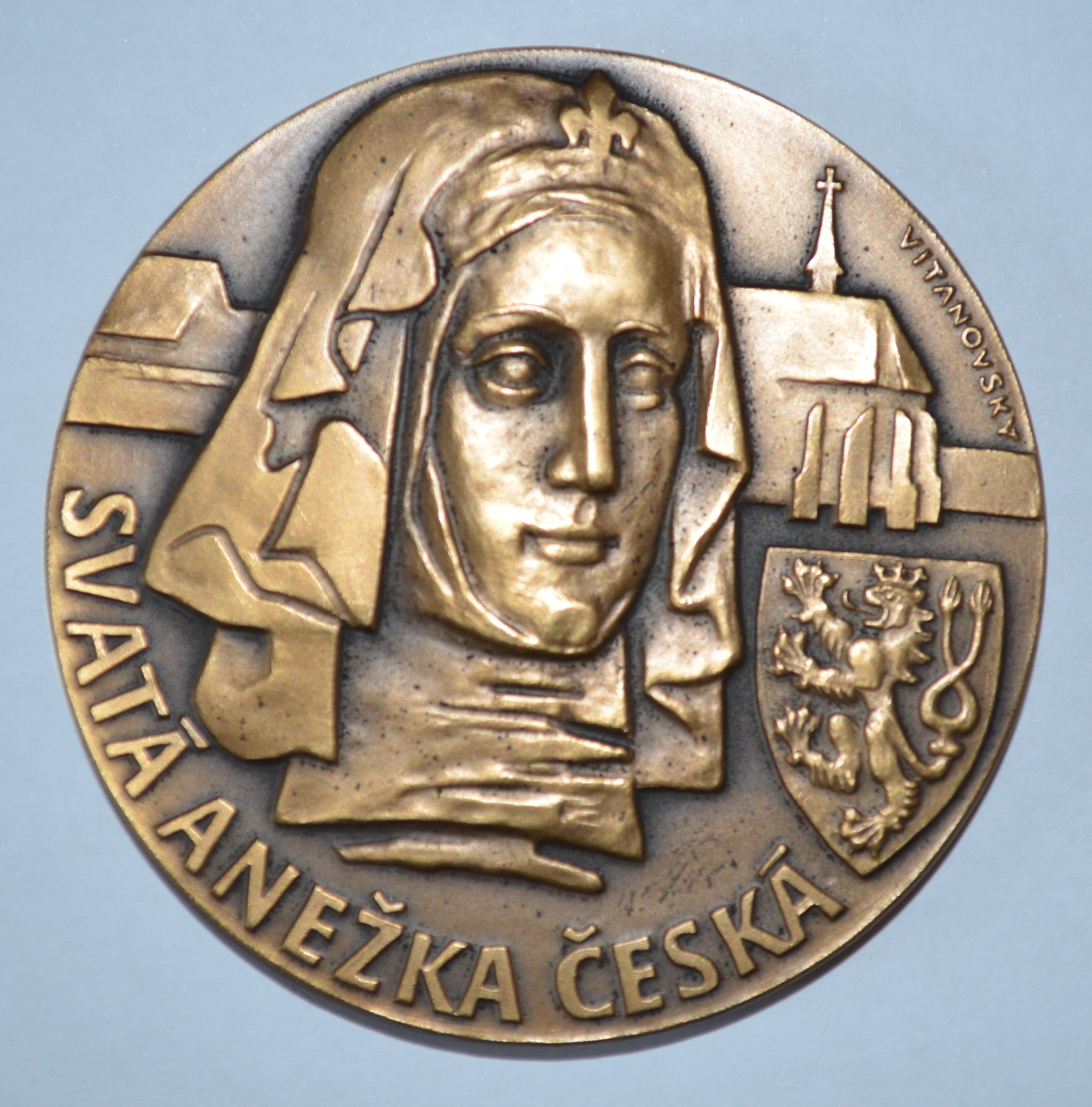
Agnes a Boemiei (aversul medaliei Conferinței Episcopale Cehe din 2012)